# قسم غافروبارمون الريفي (مقاطعة بشاكرد)
قسم غافروبارمون الريفي (بالفارسية: دهستان گافروبارمون) هي منطقة ريفية تقع في إيران في هرمزغان. يقدر عدد سكانها بـ 7,968 نسمة .